# Paseo Alcorta
Alcorta Shopping es un centro comercial que ocupa una manzana completa, entre la Avenida Figueroa Alcorta y las calles Jerónimo Salguero, Cavia y Chonino , dentro de la zona del selecto barrio "Palermo Chico" en el barrio de Palermo, Ciudad de Buenos Aires, Argentina.

## Historia
El centro comercial, cuyo viejo nombre era “Paseo Figueroa Alcorta”, fue proyectado en 1989 para la firma New Shopping por el estudio de los arquitectos Lier y Tonconogy, aunque la propuesta original fue luego modificada. Alcorta Shopping se inauguró el 11 de junio de 1992, con un hipermercado Carrefour en la planta baja, 180 locales comerciales en los dos pisos superiores, 5 salas cinematográficas y un patio de comidas en el último piso y estacionamiento para 2000 vehículos distribuidos en todas los niveles (incluyendo la azotea). En 1997 pasó a manos de Inversiones y Representaciones SA (IRSA) por US$ 54.000.000.

## Ubicación
El shopping o centro comercial se encuentra encerrado entre la Avenida Figueroa Alcorta, el Club de Amigos, el Aeroparque Jorge Newbery y cerca de este shopping se encuentran también el Circuito KDT, el Jardín Japonés de Buenos Aires y el Planetario Galileo Galilei. Siendo por tanto una zona de esparcimiento con grandes zonas verdes ubicada en el barrio de Palermo.
En el espacio contiguo al shopping se concluyeron en 2009 las torres Le Parc Figueroa Alcorta. Dentro del conjunto está la Torre Cavia, que hasta el 2011 fue el edificio más alto de la Argentina.

## Servicios
El centro comercial cuenta con un patio de comidas además de todos estos servicios:
- Hipermercado Carrefour
- Stand de servicio al cliente
- Estacionamiento (con cargo)
- Wi-Fi gratuito en Patio de Comidas
- Sanitarios para niños
- Espacio de lactancia
- Préstamo de cochecitos
- Cajeros automáticos
- Teléfonos públicos
- Sillas de ruedas
- Servicio de enfermería
- Free shipping
- Personal shopper